# الإسكندرية (لويزيانا)
الإسكندرية (بالإنجليزية: Alexandria, Louisiana)‏ هي مدينة تقع في الولايات المتحدة في لويزيانا. يقدر عدد سكانها بـ 47,723 نسمة .

## التركيبة السكانية
حدّد مكتب تعداد الولايات المتحدة بيانات التركيبة السكانية لالإسكندرية في تعداد الولايات المتحدة. في ما يلي، التركيبة السكانية حسب تعدادي 2000 و2010.

### تعداد عام 2000
بلغ عدد سكان الإسكندرية 46,342 نسمة بحسب تعداد عام 2000، وبلغ عدد الأسر 17,816 أسرة وعدد العائلات 11,727 عائلة مقيمة في المدينة. في حين سجلت الكثافة السكانية 613.2 نسمة لكل كيلومتر مربع (1,588.2/ميل2). وبلغ عدد الوحدات السكنية 19,806 وحدة بمتوسط كثافة قدره 262.1 لكل كيلومتر مربع (678.8/ميل2).
وتوزع التركيب العرقي للمدينة بنسبة 42.60% من البيض و54.75% من الأمريكيين الأفارقة و0.25% من الأمريكيين الأصليين و1.25% من الأمريكيين ذوي الأصول الآسيوية و0.04% من سكان جزر المحيط الهادئ و0.23% من الأعراق الأخرى و0.89% من عرقين مختلطين أو أكثر و0.98% من الهسبانيون أو اللاتينيون من أي عرق.
بلغ عدد الأسر 17,816 أسرة كانت نسبة 37.4% منها لديها أطفال تحت سن الثامنة عشر تعيش معهم، وبلغت نسبة الأزواج القاطنين مع بعضهم البعض 38.5% من أصل المجموع الكلي للأسر، ونسبة 23.2% من الأسر كان لديها معيلات من الإناث دون وجود شريك، بينما كانت نسبة 4% من الأسر لديها معيلون من الذكور دون وجود شريكة وكانت نسبة 34.2% من غير العائلات. تألفت نسبة 30.4% من أصل جميع الأسر من عدة أفراد يعيشون في نفس المنزل ونسبة 12.1% كانت تتألف من شخص يعيش بمفرده يبلغ من العمر 65 عاماً أو أكثر. وبلغ متوسط حجم الأسرة المعيشية 2.50، أما متوسط حجم العائلات فبلغ 3.13.
بلغ العمر الوسطي للسكان 35.6 عاماً. وكانت نسبة 27.8% من القاطنين تحت سن الثامنة عشر، وكانت نسبة 8.8% بين الثامنة عشر والرابعة والعشرين عاماً، ونسبة 25.4% كانت واقعةً في الفئة العمرية ما بين الخامسة والعشرين والرابعة والأربعين عاماً، ونسبة 20.9% كانت ما بين الخامسة والأربعين والرابعة والستين، ونسبة 13.3% كانت ضمن فئة الخامسة والستين عاماً فما فوق. يوجد لكل 100 أنثى 83.3 ذكر، ويوجد لكل 100 أنثى في الثامنة عشر من عمرها فما فوق 77.2 ذكر.
بلغ متوسط دخل الأسرة في المدينة 26,097 دولارًا، أما متوسط دخل العائلة فبلغ 31,978 دولارًا. وكان متوسط دخل الذكور 29,456 دولارًا مقابل 20,154 دولارًا للإناث. وسجل دخل الفرد الخاص بالمدينة 16,242 دولارًا. وكانت نسبة 23.2% من العائلات ونسبة 27.4% من السكان تحت خط الفقر، وكان من هؤلاء نسبة 38.3% تحت سن الثامنة عشر ونسبة 18.5% في الخامسة والستين من العمر وما فوق.

### تعداد عام 2010
بلغ عدد سكان الإسكندرية 47,723 نسمة بحسب تعداد عام 2010، وبلغ عدد الأسر 18,272 أسرة وعدد العائلات 11,724 عائلة مقيمة في المدينة. في حين سجلت الكثافة السكانية 631.4 نسمة لكل كيلومتر مربع (1,635.3/ميل2). وبلغ عدد الوحدات السكنية 20,366 وحدة بمتوسط كثافة قدره 269.5 لكل كيلومتر مربع (698.0/ميل2).
وتوزع التركيب العرقي للمدينة بنسبة 38.32% من البيض و57.25% من الأمريكيين الأفارقة و0.39% من الأمريكيين الأصليين و1.83% من الأمريكيين ذوي الأصول الآسيوية و0.02% من سكان جزر المحيط الهادئ و0.58% من الأعراق الأخرى و1.60% من عرقين مختلطين أو أكثر و1.78% من الهسبانيون أو اللاتينيون من أي عرق.
بلغ عدد الأسر 18,272 أسرة كانت نسبة 35.2% منها لديها أطفال تحت سن الثامنة عشر تعيش معهم، وبلغت نسبة الأزواج القاطنين مع بعضهم البعض 34.6% من أصل المجموع الكلي للأسر، ونسبة 24.5% من الأسر كان لديها معيلات من الإناث دون وجود شريك، بينما كانت نسبة 5% من الأسر لديها معيلون من الذكور دون وجود شريكة وكانت نسبة 35.8% من غير العائلات. تألفت نسبة 31.2% من أصل جميع الأسر من عدة أفراد يعيشون في نفس المنزل ونسبة 11.3% كانت تتألف من شخص يعيش بمفرده يبلغ من العمر 65 عاماً أو أكثر. وبلغ متوسط حجم الأسرة المعيشية 2.48، أما متوسط حجم العائلات فبلغ 3.13.
بلغ العمر الوسطي للسكان 36.0 عاماً. وكانت نسبة 26.6% من القاطنين تحت سن الثامنة عشر، وكانت نسبة 8.9% بين الثامنة عشر والرابعة والعشرين عاماً، ونسبة 25% كانت واقعةً في الفئة العمرية ما بين الخامسة والعشرين والرابعة والأربعين عاماً، ونسبة 25.5% كانت ما بين الخامسة والأربعين والرابعة والستين، ونسبة 14% كانت ضمن فئة الخامسة والستين عاماً فما فوق. وتوزع التركيب الجنسي للسكان بنسبة 46.9% ذكور و53.1% إناث.

## أعلام
- ريتش جونسون
- إيرل لونغ
- جون ثورنتون
- جيمس ماديسون ولز
- ميوز واتسون
- الكسندر فولتون
- هيو طومسون جونيور
- إسحاق توماس
- فيث فورد
- ماركيل براون